# Johann Holper
Johann Holper (* 10. November 1949 in Ebenfurth,  Niederösterreich) ist ein österreichischer Gewerkschafter.
Er ist Mitglied des Fraktion Sozialdemokratischer GewerkschafterInnen (FSG) und bekleidete von 2006 bis 2011 das Amt des Bundesvorsitzenden der Gewerkschaft Bau-Holz (GBH).

## Leben
Johann Holper erlernte das Handwerk des Malers und Anstreichers. Schon früh begann er sich in den Betriebsräten der Firmen ARGE U3/4 und Negrelli zu engagieren, in Ersterer leitete er diesen sogar. Parallel zu diesen Tätigkeiten absolvierte er von 1985 bis 1987 die Gewerkschaftsschule. Ein Jahr nach Abschluss dieser wurde er Sekretär der Gewerkschaft Bau-Holz Wien. 1995 übernahm er den Posten des Rechtsschutz-Sekretärs der Gewerkschaft Bau-Holz in Wien. Sieben Jahre später wurde er Landessekretär der Gewerkschaft Bau-Holz Wien und noch im selben Jahr stellvertretender Bundesvorsitzender der GBH. Nach der Pensionierung seines Vorgängers, Johann Driemer im Jahr 2006, übernahm er dessen Stelle als Bundesvorsitzender der Gewerkschaft Bau-Holz und wurde Mitglied des ÖGB-Vorstandes.